# Descendants of the Sun: The Philippine Adaptation
Descendants of the Sun: The Philippine Adaptation là một bộ phim truyền hình thuộc thể loại hành động lãng mạn của Philippines phát sóng năm 2020 trên GMA Network. Bộ phim dựa trên tác phẩm cùng tên của Hàn Quốc ra mắt năm 2016. Phim do Dominic Zapata đạo diễn, với sự tham gia của Dingdong Dantes và Jennylyn Mercado. Phim phát sóng vào ngày 10 tháng 2 năm 2020 trên kênh Telebabad của GMA Network và kết thúc vào ngày 25 tháng 12 năm 2020 với tổng cộng 65 tập.

## Diễn viên

### Diễn viên chính
- Dingdong Dantes[1] vai Lucas Manalo
- Jennylyn Mercado[2] vai Maxine Dela Cruz

### Diễn viên phụ
- Rocco Nacino vai Diego Ramos / Wolf[3]
- Jasmine Curtis-Smith vai Moira Defensor[1]
- Andre Paras[4] vai Ralph Vergara
- Chariz Solomon[1] vai Emma Perez
- Renz Fernandez[1] vai Earl Jimeno
- Pancho Magno vai Daniel Spencer[5]
- Nicole Kim Donesa vai Via Catindig[6]
- Reese Tuazon[4] vai Sandra Delgado
- Jenzel Angeles[4] vai Hazel Flores
- Bobby Andrews vai Eric Chavez[5]
- Ricardo Cepeda vai Carlos Defensor[5]
- Paul Salas[1] vai Marty Talledo
- Lucho Ayala[1] vai Alen Eugenio / Snoopy
- Jon Lucas[7] vai Benjo Tamayo / Harry Potter
- Prince Clemente[1] vai Randy Katipunan / Picollo
- Antonio Aquitania vai Bienvenido Garcia[5]
- Neil Ryan Sese vai Rodel Dela Cruz[5]
- Ian Ignacio vai Greg Abad[5]
- Rich Asuncion vai Janet Pagsisihan[5]
- Carlo Gonzales vai Val Domingo[5]
- Roi Vinzon[1] vai Abraham Manalo
- Hailey Mendes[1] vai Judith Manalo
- Marina Benipayo vai Olivia Dela Cruz[5]

### Khách mời
- Mike "Pekto" Nacua[5]
- Tonton Gutierrez vai General Cruz[8]
- Sophie Albert vai Liza Ayson[8]
- Gabby Eigenmann vai Ricardo Sintallan[8]
- Andrew Schimmer vai Jimmy[8]
- Sue Prado vai Sheila[8]
- Kim Rodriguez vai Denise[8]
- Addy Raj vai Alif Fayad[8]
- Ronnie Henares vai Ed[8]
- Mark Herras vai Orly[8]
- Archie Adamos vai Lito

## Phát triển
Hậu duệ Mặt Trời là bộ phim truyền hình Hàn Quốc phát sóng năm 2016 trên KBS2. Bộ phim do Kim Eun-sook và Kim Won-seok viết kịch bản, Lee Eung-bok và Baek Sang-hoon làm đạo diễn, với sự tham gia của các diễn viên Song Joong-ki, Song Hye-kyo, Jin Goo và Kim Ji-won. Cùng năm, bộ phim được phát sóng tại Philippines thông qua GMA Network.

## Giải thưởng
| Năm  | Giải thưởng                                      | Hạng mục                                | Người nhận             | Kết quả   | Ref.   |
| ---- | ------------------------------------------------ | --------------------------------------- | ---------------------- | --------- | ------ |
| 2020 | Giải thưởng Truyền hình Quốc tế Seoul lần thứ 15 | Phim nước ngoài được yêu thích nhất năm | Descendants of the Sun | Đoạt giải | [ 10 ] |
| 2021 | 34th PMPC Star Awards for Television             | Nam diễn viên xuất sắc                  | Dingdong Dantes        | Đề cử     | [ 11 ] |
| 2021 | 34th PMPC Star Awards for Television             | Nữ diễn viên xuất sắc                   | Jennylyn Mercado       | Đề cử     | [ 11 ] |
| 2021 | 34th PMPC Star Awards for Television             | Nữ diễn viên phụ xuất sắc               | Rocco Nacino           | Đề cử     | [ 11 ] |